# Stênio Gardel
Stênio Gardel (Limoeiro do Norte, 1980) é um escritor brasileiro e especialista em escrita literária.

## Biografia
Filho de Dona Irene (Raimunda Irene Maia), Stênio Gardel nasceu no interior do Ceará, na zona rural de Limoeiro do Norte (comunidade de Córrego de Areia). Desde criança, se reconheceu como homossexual e conviveu com diversos desafios pessoais. Em Limoeiro do Norte, viveu até 1997, quando mudou para a capital, Fortaleza, com o objetivo de ingressar na faculdade.
Sua influência para a escrita foi despertada ainda quando era criança, na época em que visitava a casa de uma das tias, moradora da zona urbana de Limoeiro do Norte, e do fascínio com a leitura de livros como “O Cão dos Baskervilles”, do inglês Arthur Conan Doyle (1859-1930), que o impressionou e o levou a se questionar se seria possível criar histórias como aquela.
Radicado na cidade de Fortaleza, Stênio Gardel se tornou servidor público do Tribunal Regional Eleitoral do Ceará.
Sua mãe faleceu em janeiro de 2021 e recebe a dedicatória póstuma de seu primeiro livro.

## Influência de Socorro Acioli
Durante os Ateliês de Narrativa ministrados pela escritora Socorro Acioli em Fortaleza, Stênio retomou o antigo sonho de escrever um romance. Além de escritora, Socorro Acioli foi criadora e coordenadora da especialização em Escrita e Criação na Universidade de Fortaleza, tendo sido professora de Stênio Gardel desde o ano 2013.
No livro "A palavra que resta", desenvolvido durante os cursos de Socorro Acioli, Stênio constrói a narrativa sobre a trajetória de Raimundo Gaudêncio de Freitas, um homem analfabeto que na juventude teve o amor secreto brutalmente interrompido e que por cinquenta anos guarda consigo uma carta escrita por Cícero, mas que nunca pôde ler. Na narrativa, há a presença de conflitos familiares e de dor sobre o ocultamento da própria sexualidade, trazendo ressignificações do destino após a fuga de casa. Com vergonha, Raimundo não pode pedir ninguém que leia para ele. Aos 71 anos de idade, Raimundo busca aprender a ler para descobrir o teor da carta.
Esse livro, porém, não é o primeiro texto escrito por Stênio. Durante e após o curso, Stênio também escreveu outras coisas, mas envolvendo temas próximos. É o caso do texto "A marca”, publicado na coletânea “Farol” (Editora Moinhos, 2017), no qual narra o encontro de uma prostituta e um cliente que poderia ser filho dela. Além dessa publicação, Stênio também assinou histórias nas coletâneas “Mirabilia” e “Quase nome”, da editora Labrador; “Limiar - Delírios cruzados”, da editora Chiado; e em “O castiçal, a escrivaninha, a cadeira e o rascunho”, contemplada por edital do Ministério da Cultura em 2018.

## Prêmio Jabuti 2022 e Prêmio National Book Award 2023
Em 2021, publicou seu primeiro livro pela Editora Companhia das Letras: "A palavra que resta", que foi finalista do 64º Prêmio Jabuti 2022 na categoria romance literário.
Com essa mesma obra se tornou também ganhador do prestigioso prêmio americano National Book Award em 2023, na categoria tradução de obra literária. A versão em língua inglesa, intitulada "The words that remain", contou com a tradução de Bruna Dantas Lobato foi publicada nos Estados Unidos pela editora New Vessel Press.
Além da visibilidade, Stênio Gardel e a tradutora Bruna Lobato ganharam U$10 mil dólares (cerca de R$ 48 mil reais na época), divididos igualmente entre os dois. Essa é a primeira vez que um livro brasileiro vence o National Book Award. Na categoria conquistada, também estavam competindo traduções  das obras de Pilar Quintana, David Diop e Bora Chung.
A cerimônia contou com a presença de Oprah Winfrey e outras personalidades de TV e do cinema, e teve homenagens para a poeta Rita Dove e para o livreiro Paul Yamazaki, da livraria City Lights, em São Francisco.

Em trecho do seu discurso na premiação do Prêmio National Book Award 2023, destacou:
"[...] Crescendo como um menino gay no interior do nordeste do Brasil, era impossível para mim sonhar com uma honra como esta. Mas estando aqui esta noite, recebendo este prêmio por um romance sobre a jornada de outro homem gay até sua autoaceitação, eu quero dizer a todas as pessoas que já se sentiram erradas em relação a si mesmas que seu coração e seu desejo são verdadeiros e vocês são tão merecedores, como todo mundo, de ter uma vida realizada e alcançar sonhos impossíveis".

## Livros
- 2021 - A Palavra que Resta (Companhia das Letras)